# Province Nord (Nieuw-Caledonië)
Province Nord is een van de drie provincies van het Franse overzeese gebiedsdeel Nieuw-Caledonië. De provincie omvat de noordelijke helft van het hoofdeiland Nieuw-Caledonië. Het bestuurscentrum is de plaats Koné.
De 17 gemeenten in de Province Nord zijn (met nummering verwijzend naar naastliggend kaartje):
14. Poya (noordelijk deel)
15. Pouembout
16. Koné
17. Voh
18. Kaala-Gomen
19. Koumac
20. Poum
21. Belep
22. Ouégoa
23. Pouébo
24. Hienghène
25. Touho
26. Poindimié
27. Ponérihouen
28. Houaïlou
29. Kouaoua
30. Canala

## Trivia
De skink Caledoniscincus constellatus komt endemisch in deze provincie voor.